# كارميني جايوتيري
كارميني جايوتيري (بالإيطالية: Carmine Gautieri)‏ (20 يوليو 1970 بنابولي في إيطاليا - ) هو مدرب كرة قدم ولاعب كرة قدم إيطالي في مركز الهجوم. لعب مع أتالانتا ونادي إمبولي ونادي باري ونادي بياتشينزا ونادي بيروجيا ونادي بيسكارا ونادي تشيزينا ونادي روما ونادي نابولي وسورينتو كالتشيو ‏ وبوتولانا 1902 إنترنابولي ‏ ونادي إنترنبولي ‏ وASD Francavilla ‏ ونادي توريس.

## روابط خارجية
- كارميني جايوتيري على موقع قاعدة بيانات كرة القدم.إي يو (الإنجليزية)
- كارميني جايوتيري على موقع عالم كرة القدم.نت (الإنجليزية)